# Pedro del Tronco
Pedro del Tronco fue un militar y guerrillero nacido en Dagüeño, parroquia de Mieldes, Asturias, España.

Se alistó como soldado voluntario teniendo una participación destacada en la guerra contra los franceses durante la guerra de la Independencia, entre 1808 y 1814. Fue capturado por las tropas francesas dirigidas por el general Gautier, siendo fusilado en la plaza de Las Campas de Tineo.